# تارا سبنسر نيرن
تارا سبنسر نيرن هي ممثلة كندية، ولدت في 6 يناير 1978 بمونتريال في كندا.

## وصلات خارجية
- تارا سبنسر نيرن على موقع IMDb (الإنجليزية)
- تارا سبنسر نيرن على موقع إن إن دي بي (الإنجليزية)
- تارا سبنسر نيرن على موقع قاعدة بيانات الفيلم (الإنجليزية)